# Ola delincuencial en Perú de 1998
En 1998, Perú se sumergió en una ola delincuencial que incluía, entre otros, asesinatos de cambistas y secuestros al paso. Ante esto, se publicaron 11 decretos legislativos para combatir la criminalidad destinándose para tal fin a la Policía Nacional del Perú (PNP) en coordinación con el Servicio de Inteligencia Nacional (SIN).

## Contexto
Durante la hiperinflación del primer gobierno de Alan García, aparecieron los cambistas, personas que cambiaban divisas (dólares a soles y viceversa) con tasas del cambio del mercado negro. Además, durante las décadas de 1980 y 1990, el Perú afrontaba la violencia subversiva de las organizaciones terroristas Sendero Luminoso y el MRTA.
Entre las organizaciones criminales más resaltantes de la época se encuentran: «Los injertos del Fundo Oquendo» y «Los chalecos antibalas» de alias «Momón».

## Historia

### Incremento de la actividad criminal
En 1998, la criminalidad en Perú llegó a un punto álgido. Durante los primeros meses de aquel año, se vio el incremento de los secuestros al paso (que venía incrementándose a partir de 1997) y los asesinatos de cambistas. Para abril de 1998, una encuesta de Imasen mostró que un 77,8% de los encuestados afirmaban que la delincuencia había crecido en el último año. En dicho año, se reportaron alrededor de 80 secuestros y en un mes se asesinaron a 26 cambistas.
En enero de 1998, fueron asesinados Nora Ruíz Paredes y su hija Melissa. Ruiz era la dueña del camal de Yerbateros. El 5 de mayo del mismo año sería asesinado el empresario minero Luis Hochschild Plaut por la organización criminal «Los injertos del Fundo Oquendo» mientras su hijo Eduardo fue secuestrado y liberado seis días más tarde.

### Los decretos de 1998
Tras los casos de Ruíz y Hochschild, el régimen de Alberto Fujimori solicitó la delegación de facultades amparándose en el artículo 104 de la constitución. Dicha solicitud fue admitida por el congreso que, a su vez, confirió al poder ejecutivo la materia específica de «enfrentar la violencia producida». Se promulgaron 11 decretos legislativos bajo el amparo de la Ley Nº 26950. El primer decreto legislativo fue el Decreto Legislativo Nº 895 publicado el 23 de mayo de 1998.
| Fecha      | Decreto legislativo | Descripción |
| ---------- | ------------------- | --- |
| 23 de mayo | Nº 895              | Se tipifica el delito de «terrorismo agravado» (nombre que luego fue cambiado a «terrorismo especial»). Para tal delito, cometido por «el que integra o es cómplice de una banda, asociación o agrupación criminal que porte o utilice armas de guerra, granadas y/o explosivos, para perpetrar un robo, secuestro o extorsión u otro delito contra la vida, la salud, el patrimonio, la libertad individual o seguridad pública», se definió cadena perpetua para los cabecillas de las organizaciones criminales como también a los causantes de muertes o lesiones graves además de aquellos que proporcionen armas a los delincuentes; utilicen insignias y distintivos de las fuerzas armadas o la policía para cometer sus actos; a los que proporcionen información sobre personas o patrimonios para la elaboración de planes delictivos; y a los miembros de las fuerzas armadas o de la policía que integren dichas organizaciones criminales. Se determinó penas no menores a 30 años a aquellos que hagan participar a menores de edad en la comisión del delito, además se determinó penas no menores a 25 años a aquellos que teniendo más de 16 años y menos de 18, participaran en dichos actos. La capacidad de juzgamiento se otorgó al Fuero Militar. |
| 24 de mayo | Nº 896              | Modificaciones al Código Penal para agravar las penas de homicidio calificado, secuestro, violación de menores, robo, robo agravado y extorsión. |
| 26 de mayo | Nº 897              | Sobre el procedimiento especial para la investigación y juzgamiento de los delitos tipificados en el Decreto Legislativo Nº 896. |
| 27 de mayo | Nº 898              | Sobre posesión y entrega de armas de guerra. |
| 28 de mayo | Nº 899              | Ley contra el «pandillaje pernicioso». Se definió al «pandillaje pernicioso» como al «grupo de adolescentes mayores de doce (12) y menores de dieciocho (18) años de edad, que se reúnen y actúan para agredir a terceras personas, lesionar la integridad física o atentar contra la vida de las personas, dañar los bienes públicos o privados u ocasionar desmanes que alteren el orden interno». |
| 29 de mayo | Nº 900              | Modificación de competencias en los procesos de habeas corpus y amparo. |
| 31 de mayo | Nº 901              | Ley de beneficios por colaboración en los involucrados en los delitos referidos en los decretos legislativos Nº 895 y Nº 896. |
| 1 de junio | Nº 902              | Normas complementarias a la ley de beneficios por colaboración. |
| 3 de junio | Nº 903              | Sobre regularización de personas indocumentadas. |
| 3 de junio | Nº 904              | Creación de la Dirección Nacional de Inteligencia para la Protección y Tranquilidad Social en el Servicio de Inteligencia Nacional (SIN). La función de dicha Dirección Nacional era coordinar con la policía nacional para el planeamiento, organización, dirección y ejecución de acciones de inteligencia para los delitos tipificados en los decretos legislativos Nº 895, 896, 897 y 898. |
| 3 de junio | Nº 905              | Decreto sobre las funciones del Instituto Nacional de Defensa Civil, esto como parte de «la defensa nacional [que] tiene por finalidad garantizar la seguridad nacional y comprende, entre otras funciones, la de hacer frente a los desastres naturales causados por fenómenos de la naturaleza». |

El uso del término «terrorismo agravado» fue cuestionado porque desvirtuaba dicha figura delictiva. La autógrafa señalaba que ese término buscaba reprender a los manifestantes contra el oficialismo.

### La caída de «Momón»
Jorge Luis Campos Milla, alias «Momón», era el líder de una organización criminal conocida como «Los chalecos antibalas». Capturado en abril de 1988, consiguió salir en libertad 6 años después gracias al consejo del narcotraficante Reynaldo Rodríguez López, alias “El padrino”, quien le aconsejó que podía reducir su condena por buena conducta. Una vez en libertad, «Momón» tuvo el apoyo de Nelson Becerra Jara, alias «Coco», un trabajador de un estudio de abogados a través del cual "Momón» obtenía datos de sus víctimas. Sin embargo, en 1997, tras un frustrado intento de secuestro, «Momón» empezó a dirigir sus acciones contra los cambistas, a quienes asesinaba para robarles y huir con el botín en un carro conducido por sus cómplices. «Momón» sería el responsable del asesinato de 11 cambistas además de 11 secuestros.
Su captura vino tras secuestrar al empresario Paul Felipe Hermosa Mattos, por quien pedía 400 mil soles por su liberación. El día del pago del rescate, «Momón» se apersonó al lugar sin saber que estaba rodeado de agentes camuflados en la zona. Al momento de su captura, tras una balacera, «Momón» recibió 2 disparos en las piernas, junto a él fueron capturados toda su banda mientras que el empresario salió en libertad. «Momón» fue juzgado en el Fuero Militar y condenado a cadena perpetua. Sin embargo, en el año 2001 se le quitó la sentencia y fue juzgado nuevamente recibiendo 35 años de prisión y enviado al penal de Challapalca.

### La caída de «Los injertos del Fundo Oquendo»
«Los injertos del Fundo Oquendo» estaban liderados por Jacinto Valentín Aucayauri Bellido, alias «Cholo Jacinto». La banda fue desarticulada en 1998 (su líder, el «Cholo Jacinto», estaba preso desde el año 1997, obteniendo la semilibertad en el año 2000. Sin embargo, para el año 2002 sería capturado y en el año 2005 condenado a 27 años de prisión por su participación en secuestros y asesinatos).

### Desarticulación de otras bandas
Paralelamente a la desarticulación de la organización criminal de alias «Momón» y «Los injertos del Fundo Oquendo» fueron desarticulados «Los chacales de El Agustino», «Los Huachanos», «Los Killers» y «Los asaltantes de cambistas». Dichas bandas eran consideradas de alta peligrosidad. Para septiembre de 1998, se desarticuló 33 bandas criminales organizadas incautándose armas de guerra, dinero y vehículos.

### Derogación de decretos
En el año 2001, durante el gobierno de Alejandro Toledo, mediante la Ley N° 27569 se derogó los decretos legislativos N° 895 y 897.